# Alain Madelin
Pour les articles homonymes, voir Madelin.
Alain Madelin, né le 26 mars 1946 dans le 12e arrondissement de Paris, est un homme politique français.
Engagé à partir de ses seize ans dans des mouvements d'extrême droite, il est l'un des fondateurs du groupe néofasciste et anticommuniste Occident (1964-1968). Après Mai 68, il rejoint les rangs de la FNRI de Valéry Giscard d'Estaing, et fait partie de l'état-major de la campagne de ce dernier pour l'élection présidentielle de 1974. Il prend ensuite la direction du parti, refondé comme Parti républicain en 1977.
Il devient en 1978 député de la majorité dans la quatrième circonscription d'Ille-et-Vilaine et vice-président du conseil régional de Bretagne. À la faveur de la cohabitation, il accède au poste de ministre de l'Industrie, des Postes et Télécommunications et du Tourisme de 1986 à 1988, puis à celui de ministre des Entreprises et du Développement économique de 1993 à 1995. À l'élection de Jacques Chirac, il devient pendant quelques mois ministre de l'Économie et des Finances.
En 1997, il transforme le Parti républicain en Démocratie libérale. En 2002, il se présente à l'élection présidentielle et remporte 3,91 % des suffrages.

## Situation personnelle

### Origines familiales et enfance
Fils de Gaétan Madelin, ouvrier spécialisé chez Renault avant de cumuler plusieurs emplois, et d'Aline Madelin, secrétaire dactylographe, il passe son enfance dans le quartier de Belleville, à Paris.

### Formation
Après avoir quitté le collège en classe de quatrième, il suit de 1959 à 1963 un certificat d'aptitude professionnelle, puis un brevet professionnel d'ajusteur, tourneur et fraiseur au lycée Voltaire, qu'il décrit comme ayant été à l'époque « un lycée communiste ». Il est ensuite étudiant en droit. 

### Carrière professionnelle
Il obtient une licence de droit, puis prête son serment d'avocat en 1971. Il travaille alors dans différents instituts et organismes patronaux, notamment avec Georges Albertini.

### Vie privée et familiale
Avec Patricia Salustri, actionnaire de la SA Média Production dont il est divorcé, Alain Madelin a trois enfants,.

## Parcours politique

### Engagement étudiant à l'extrême droite
Il s'engage à ses 16 ans dans la cause nationaliste et devient familier des affrontements avec les militants d'extrême gauche. En 1963, il fait partie de la Fédération des étudiants nationalistes (FEN, extrême droite), où il est responsable de l'action militante. Début 1964, alors étudiant en droit et à peine âgé de 18 ans, il est un des principaux fondateurs d'Occident, mouvement étudiant d'extrême droite qui comprendra également dans ses rangs les futurs ministres Gérard Longuet, Hervé Novelli et Patrick Devedjian. Revenant sur cette époque, il déclare : « J'ai été animé par un anticommunisme militant, extrême et passionné, qui a accompagné une bonne partie de ma vie d'étudiant. Et comme à ce moment-là, la France de l'anticommunisme était marginalisée, nous avons été systématiquement confinés à l'extrême droite. En face, ils étaient pour Mao et Pol Pot, pour les Gardes rouges et pour les Khmers rouges. Je ne regrette pas de ne pas avoir choisi ce camp-là. »
En 1965, Alain Madelin est délégué à la jeunesse dans le comité de soutien à Jean-Louis Tixier-Vignancour pour le 10e arrondissement de Paris. En novembre 1965, lui et Patrick Devedjian sont condamnés par le tribunal correctionnel de Draguignan à un an de prison avec sursis et trois ans de mise à l'épreuve pour vol et détention d'armes,. 
À partir du 29 avril 1966, il participe quotidiennement avec d'autres ultranationalistes d'Occident, dont Patrick Devedjian, à des manifestations contre la représentation au théâtre de l'Odéon des Paravents de Jean Genet, une pièce qu'ils dénonçaient comme une atteinte à la France coloniale.
Le 12 janvier 1967, Alain Madelin participe à un commando d'Occident qui attaque des étudiants d'extrême gauche du Comité Vietnam national à l'université de Rouen,. Parmi les nombreux blessés, Serge Bolloch, qui deviendra vingt ans plus tard journaliste au Monde, est dans le coma, le crâne fracassé. Le 12 juillet 1967, Alain Madelin est condamné à 1000 F d'amende comme co-auteur de « violence et voies de fait avec armes et préméditation, », avec douze autres militants d'extrême droite, dont Patrick Devedjian, Gérard Longuet et Alain Robert.
Au lendemain des événements de mai 68, il rompt avec le mouvement Occident, estimant que la seule solution pour s'opposer au communisme est désormais la voie démocratique et le choix du libéralisme économique.

### Militant anticommuniste
Alain Madelin intègre grâce à Claude Harmel (alias Guy Lemonnier), qui l'a pris sous son aile, les réseaux et les structures anticommunistes de Georges Albertini : il signe en 1970-1971 sous le pseudonyme d'Alain Burgonde des articles sur l'extrême gauche dans la revue Est-Ouest, nouveau titre depuis 1956 du Bulletin d'études et d'informations politiques internationales, travaille pour l'Association pour la liberté économique et le progrès social (ALEPS) — il s'occupe de son bulletin et de ses réunions plénières — et intègre en 1971 les équipes de l'Institut supérieur du travail (IST), lié à l'Institut d'histoire sociale et soutenu comme l'ALEPS par une partie du patronat,,. Occident était en contact dès 1965 avec Georges Albertini. Madelin signe aussi dans Est-Ouest un article sous son nom en 1977. Albertini a été un artisan du « recyclage » d'anciens militants d'extrême droite. Madelin lui a recommandé Xavier Raufer et il a aussi fait connaître les réseaux Albertini à Yvan Blot, cofondateur du Club de l'horloge,. Au sein de ce dernier, Alain Madelin est « l'un des plus assidus », selon Les Dossiers du Canard enchaîné, « jusqu'en 1984 » ; il sera aussi membre d'honneur du club et, en 1986, prendra son secrétaire général, Michel Leroy, à son cabinet ministériel.

### Cadre puis député de la droite libérale (1968-1986)
À l'automne 1968, Alain Madelin adhère à la Fédération nationale des républicains indépendants (RI ou FNRI) de Valéry Giscard d'Estaing. En mars 1973, l’ensemble de la majorité de droite soutient sa candidature dans la 11e circonscription des Hauts-de-Seine (Issy-les-Moulineaux, Vanves, Malakoff) face au député communiste Guy Ducoloné, qui est réélu. Claude Hilbert, gaulliste de l'UJP, avait alors manifesté contre son passé de « responsable du mouvement d'extrême droite Occident » mais s’était finalement rallié à sa candidature,,.
Pendant la campagne présidentielle de 1974, Alain Madelin est directeur de publication d'un journal antisocialiste, Spécial Banlieue, et intègre l'état-major de Valéry Giscard d'Estaing, toute comme Anne Méaux, ancienne responsable du groupuscule d'extrême droite Groupe union défense-Assas,. Avec celle-ci, Alain Madelin soutient à nouveau VGE en 1981. Entre-temps, en janvier 1977, il est devenu secrétaire national des Républicains indépendants (RI), chargé de l'information interne. En mars 1977, à 31 ans, il est chargé de mission au cabinet de Claude Coulais, secrétaire d'État auprès du ministre de l'Industrie, du Commerce et de l'Artisanat.
En mars 1978, il est élu député dans la quatrième circonscription d'Ille-et-Vilaine et devient vice-président du conseil régional de Bretagne ; il surprend en arrivant sans cravate dans l'hémicycle. Pour l'hebdomadaire d'extrême droite Minute, Alain Madelin, Gérard Longuet et Hubert Bassot sont les nouveaux élus « d'extrême droite par majorité interposée ». Lors de ces élections législatives, l'UDF recueille presque autant de voix que les gaullistes.
Le 2 février 1984, il est puni de la « censure simple » (privation pendant un mois de l'indemnité parlementaire), pour « injures ou menace envers le président de la République française » (article 73 du règlement de l'Assemblée nationale). François d'Aubert, Alain Madelin et Jacques Toubon avaient mis en cause François Mitterrand en rappelant que celui-ci avait dirigé, pendant quelques mois, un journal détenu par Eugène Schueller. L'historien Henry Rousso écrit à propos de cet incident : « Le rappel de ces faits — sans signification particulière en ce qui concerne Mitterrand (même Catherine Nay en convient implicitement) — est une constante de l'extrême droite et Alain Madelin, ancien dirigeant d'Occident, n'a sans doute pas oublié ses réflexes de jeunesse. »
Délégué général du Parti républicain (composante giscardienne revendiquée de l’UDF) en 1985, Alain Madelin en devient le secrétaire général trois ans plus tard.
Dans les années 1980, Alain Madelin est l'un des promoteurs du libéralisme économique, qui gagne alors en influence au sein des partis français de droite. Il est très lié au collectif des nouveaux économistes, qui ambitionne de promouvoir en France l'école autrichienne d'économie et de faire redécouvrir les penseurs libéraux français. Il intervient en faveur du maintien du système de perception de la taxe sur la valeur ajoutée (TVA) dans la Communauté européenne après 1992.

### Ministre de l'Industrie, des Postes et Télécommunications et du Tourisme (1986-1988)
Lorsque la droite gagne les élections législatives en 1986 et que débute la première cohabitation, Jacques Chirac le nomme ministre de l'Industrie, des Postes et Télécommunications et du Tourisme. Le scénario se répète lorsque la droite gagne les élections législatives en 1993 et qu'Édouard Balladur, premier ministre de la deuxième cohabitation, nomme Alain Madelin ministre des Entreprises et du Développement économique.
Durant la catastrophe nucléaire de Tchernobyl, il affirme : « Personne ne peut dire qu'à un moment donné la sécurité des Français a été menacée ».
Son passage laisse deux traces notables : d'une part les contrats de retraite « Madelin », permettant aux non-salariés de se constituer une retraite par capitalisation ; d'autre part une simplification des démarches de création d'entreprise, avec la mise au point du statut d'entreprise unipersonnelle (EURL et EARL).
En 1995, Alain Madelin est élu maire de Redon. Il ne sollicite pas de deuxième mandat en 2001. À la même époque, il cultive son indépendance en lançant en octobre 1994 sa propre formation politique, Idées Action, qui réunit des décideurs économiques ainsi que des élus et des militants de droite. Le « madelinisme » se fédère alors autour de cette structure, qui diagnostique une panne de l'ascenseur social et préconise de rendre l'État plus compétitif en baissant les prélèvements obligatoires.
Idées Action, qui s'apparente plus à un club de réflexion qu'à un parti politique, revendique 7 000 adhérents à la fin des années 1990. Surnommé par son créateur la « maison des libéraux », le mouvement permet à Alain Madelin d'organiser ses réseaux et de mobiliser ses sympathisants.
Lorsque l'UDF se range derrière Édouard Balladur lors de l'élection présidentielle de 1995, il choisit de soutenir Jacques Chirac, dont il anime la campagne électorale, avec Philippe Séguin.

### Ministre de l'Économie et des Finances (1995)
Après son élection à la présidence de la République, Jacques Chirac le nomme ministre de l'Économie et des Finances. Dès son entrée en fonction, il préconise une réforme des retraites par l'alignement du public sur le privé en supprimant les régimes spéciaux de retraite déficitaires, mais ses positions sont jugées trop libérales. Par ailleurs, il bénéficie d'une bonne réputation dans une partie des milieux économiques pour avoir pris, tout comme Philippe Séguin, du recul par rapport aux excès, entre 1991 et 1994, de la politique dite du « franc fort ». En opposition avec le Premier ministre Alain Juppé sur ce point, il est contraint à la démission au bout de trois mois. Il est remplacé par Jean Arthuis.

### Président de Démocratie libérale (1997-2002)
De 1989 à 1997, il exerce les fonctions de vice-président du Parti républicain et de vice-président de l'UDF de 1991 à 1996. Candidat à la présidence de l'UDF en 1996, il est battu par François Léotard. Il devient président du Parti républicain à la suite de la victoire de la gauche plurielle aux législatives de 1997. À l'été 1997, il transforme le PR en « Démocratie libérale », dont il reste président jusqu'en 2002.
Le refus d'Alain Madelin de condamner, en mars 1998, les présidents de région élus, comme Charles Millon et Jacques Blanc, avec les voix du Front national, provoque la rupture entre Démocratie libérale et l'UDF.
En 1999, il s'abstient, aux côtés de Philippe Séguin, au moment du vote sur le Pacte civil de solidarité, quand les trois groupes parlementaires de droite appellent à voter contre.

### Candidat à l'élection présidentielle de 2002
Alain Madelin se présente à l'élection présidentielle de 2002, où il recueille 3,91 % des suffrages exprimés (1,1 million de voix). Ce score étant inférieur à 5 %, il n'obtient pas le remboursement d'une grande partie de ses frais de campagne. Il appelle à voter pour Jacques Chirac au second tour et se rallie ensuite à l'UMP, au sein de laquelle DL fusionne. Au sein de ce parti, il incarne la ligne libérale en étant membre du courant Les Réformateurs.
En 2003, il se prononce en faveur de l'intervention militaire en Irak, menée par les États-Unis, pour renverser le régime de Saddam Hussein. En 2006, très critique envers les méthodes du Premier ministre pour faire passer le CPE (refus de compromis avec les partenaires sociaux, utilisation de l'article 49-3 de la Constitution), il invite néanmoins le gouvernement à rester ferme sur ses positions, soutenant que le Contrat première embauche n'est pas fait contre les jeunes, mais pour les jeunes.
Il apporte son soutien à Alternative libérale lors du congrès de ce parti en février 2007.

### Retrait des mandats électifs (2007)

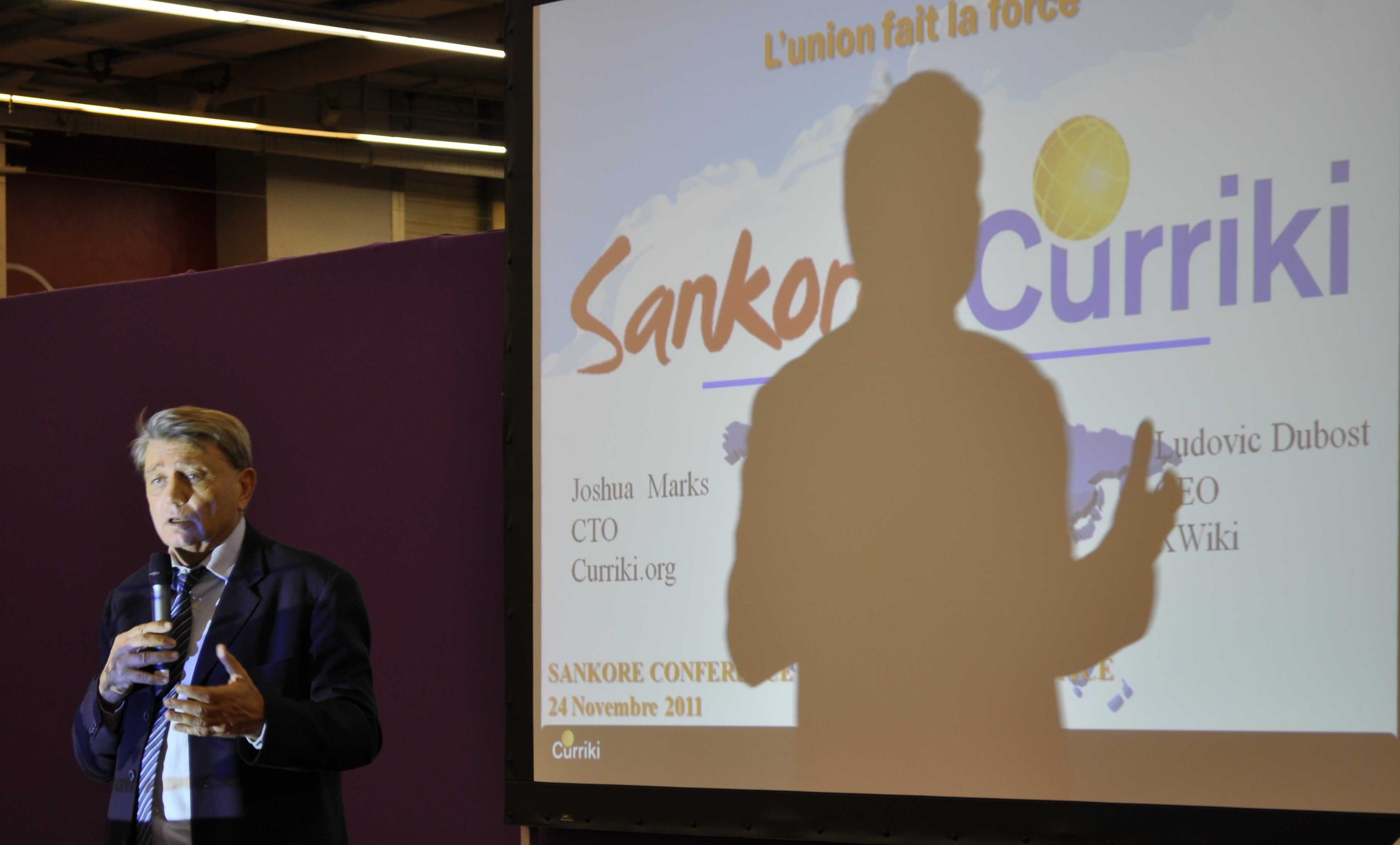
Alain Madelin en 2011, lors d'une conférence au Salon européen de l'éducation.

Le 15 novembre 2006, il annonce qu'il ne se représentera pas aux élections législatives de 2007. Alors qu'il avait été élu dès le premier tour avec plus de 58 % des suffrages en 1993, il ne l'avait emporté qu'avec 725 voix d'avance sur la candidate socialiste en 2002. Son successeur, élu en juin 2007, est le socialiste Jean-René Marsac. Alain Madelin se met dès lors en retrait de la vie politique.
En 2008, il devient administrateur de Rentabiliweb.
Il devient président du Groupement d’intérêt public pour l’éducation numérique en Afrique (GIP ENA) en 2010.
En juillet 2011, il est le cofondateur du fonds commun de placement à risque Latour Capital. Le 5 décembre 2011, ce fonds rachète à Veolia quatre de ses filiales : Proxiserve (Veolia Habitat Services) ainsi que les sociétés Prochalor, Semcra et Thop, toutes les trois spécialisées dans les équipements de chauffage. Sylvain Laurens, maître de conférence à l'EHESS spécialiste du pantouflage, s'interroge sur le fait qu'« un ancien ministre des Finances puisse monter un fonds d'investissement avec comme coactionnaire l'énarque Cédric Bannel auparavant en charge à la direction du Trésor des prises de participation et privatisations, un fonds dont la holding est située en Belgique pour des raisons évidentes de défiscalisation », et sur le fait que « ce fonds opère un LBO sur une ancienne filiale de la Compagnie générale des eaux justement privatisée en 1998 » : s'il n'y a « rien d'illégal là-dedans en l'état de nos réglementations », il estime qu'« on y voit néanmoins comment la connaissance intime du fonctionnement de l'État et de ses anciens services publics peut être mise au service d'opérations financières à des fins d'enrichissement personnel ».
En 2011, son ancienne secrétaire détourne une somme d'environ 600 000 euros à son détriment.
Il intervient régulièrement sur i>Télé, principalement sur les questions économiques, et sur BFM Business.
Il soutient Alain Juppé pour la primaire française de la droite et du centre de 2016. Après l'échec de Juppé face à François Fillon, Alain Madelin salue les propositions d'Emmanuel Macron sur les retraites sans apporter officiellement son soutien à ce dernier.
En 2025, il lance avec Hervé Novelli et Gérard Longuet le projet Kairos, dont l'objectif est d'utiliser l'intelligence artificielle pour promouvoir le libéralisme.

## Détail des mandats et fonctions
- du 3 avril 1978 au 22 mai 1981, du 2 juillet 1981 au 1er avril 1986, du 6 juin 1988 au 1er avril 1993, du 2 avril 1993 au 1er mai 1993, du 9 octobre 1995 au 21 avril 1997, du 1er juin 1997 au 18 juin 2002, du 19 juin 2002 au 19 juin 2007 : député
- du 16 mars 1986 au 22 mars 1992 : membre du conseil régional de Bretagne
- 20 mars 1986 au 10 mai 1988 : ministre de l'Industrie, des P. et T. et du Tourisme du gouvernement Chirac II
- du 25 juillet 1989 au 3 novembre 1989 : député européen
- du 23 mars 1992 au 15 mars 1998 : vice-président du conseil régional de Bretagne
- du 30 mars 1993 au 11 mai 1995 : ministre des Entreprises et du Développement économique, chargé des Petites et moyennes entreprises, du Commerce et de l'Artisanat du gouvernement Balladur
- du 28 mars 1994 au 8 octobre 1995 : membre du conseil général d'Ille-et-Vilaine
- du 18 mai 1995 au 26 août 1995 : ministre de l'Économie et des Finances du gouvernement Juppé
- du 19 juin 1995 au 18 mars 2001 : maire de Redon (Ille-et-Vilaine)
- du 24 juin 1997 à 2002 : président de Démocratie libérale
- du 20 juillet 1999 au 17 juin 2002 : député européen
- le 6 novembre 2007 : désigné président du Fonds mondial de solidarité numérique, pour une période de trois ans[54]

## Dans la littérature
Dans la bande dessinée Pascal Brutal de Riad Sattouf, Alain Madelin est président de la République.

## Publications
- Pour libérer l'école, l'enseignement à la carte, Paris, 1984
- Chers compatriotes… Programme pour un président, Paris, 1994
- Quand les autruches relèveront la tête Paris, 1995 [lire en ligne]
- Aux sources du modèle libéral français sous sa direction, Paris, Perrin, 1997
- Le Droit du plus faible, Paris, 1999
- Quand les autruches prendront leur retraite, coécrit avec Jacques Bichot, Paris, Seuil, 2003
- Faut-il supprimer la carte scolaire ? coécrit avec Gérard Aschieri, Paris, Magnard, 2009